# 永井潜
永井 潜（ながい ひそむ、1876年11月14日 - 1957年5月17日）は、日本の医学者、生理学者、優生学者。

## 経歴
広島県賀茂郡下市村（現・竹原市）出身。終戦直後に外務次官を務めた河相達夫は実弟。
1902年、東京帝国大学医科大学を卒業後、1903年よりドイツに留学。ゲッティンゲン大学で生理学者マックス・フェルヴォルン（Max Verworn）の薫陶を受け、冬眠動物の代謝生理の研究を行う。1906年に帰国、1915年には大沢謙二の後を継ぎ東京帝大医科大学生理学教室第2代教授となる。その前後から一般雑誌や婦人雑誌などに盛んに優生学や生命論をはじめとした論稿を多数発表している。1930年に日本民族衛生学会を設立、理事長として優生学研究の推進と国民優生法（1940年）の前身である民族優生保護法案の提出に大きな役割を果たした。1934年東京帝大医学部長を務め、1937年に定年退官後、台北帝国大学医学部長、京城帝国大学医学院名誉教授として海外に赴任。台北帝大では総長三田定則らとの対立を背景として、1938年から国立北京大学医学院に移動し、主席教授として、横山正松らの他の教官の監督にあたった。

## 著書
- 医学ト哲学 吐鳳堂 1908.1
- 生命論 洛陽堂 1913
- 生物学と哲学との境 洛陽堂 1916
- 人性論 実業之日本社 1916
- 青年男女と性的生活 婦女新聞社 1920
- 性の生理 下 家庭科学大系 文化生活研究会 1927
- 人及び人の力 人文書院 1927
- 生理學總論 正木正筆記 齒科學報社 1927.6
- アリストテレースよりニュートンまで 春秋社 1929
- 生理衛生教授備考 明治書院 1929
- 科学的生命観 春秋社 1929 (春秋文庫)
- 自然観より人生観へ 人文書院 1933
- 科学の今昔 春秋社 1934 (春秋文庫)
- 結婚読本 春秋社 1934 のち現代教養文庫
- 優生学概論 上巻 雄山閣 1936
- 道と自然 人文書院 1936
- 新生命論 春秋社 1940
- 科学と道徳 目黒書店 1940 (教学新書)
- 東の風西の波 日支問題研究会 1944
- 民族の運命 日本国民に愬ふ 村松書店 1948 (民族衛生叢書)
- 自然科学史 回顧・景仰・翹望 春秋社 1948 (春秋選書)
- 新結婚読本 性の上に祝福あれ 出雲書房 1949
- 哲学より見たる医学発達史 杏林書院 1950
- 性教育講話 万葉出版社 1951
- 生命に関する十講 共立出版 1954
- 性教育 雄山閣出版 1956

## 共著
- 保健衛生一日二食論 岡崎桂一郎共著 文会堂書店 1919
- 臨牀上必要ナル神経生理及病理 熊谷直三郎共著 克誠堂書店 1920
- 女の幸をしみじみと思ふ 永井多寿子 出雲書房 1948 （妻の遺稿）

## 翻訳
- 人間における男性の性行為 アルフレッド・C・キンゼイ 安藤画一共訳 コスモポリタン社 1950
- 自助論 スマイルス 平凡社 1955

## 参考資料
- 鈴木善次『日本の優生学―その思想と運動の軌跡』（三共出版、1983年）
- 横山尊『日本が優生社会になるまで―科学啓蒙、メディア、生殖の政治』（勁草書房、2015年）
- 日本民族衛生学会